# NGC 2424
NGC 2424 est une vaste galaxie spirale barrée vue par la tranche et située dans la constellation du Lynx. NGC 2424 a été découverte par l'astronome français Édouard Stephan en 1885.

## Caractéristiques
Sa vitesse par rapport au fond diffus cosmologique est de 3 488 ± 10 km/s, ce qui correspond à une distance de Hubble de 51,4 ± 3,6 Mpc (∼168 millions d'al).
À ce jour, 11 mesures non basées sur le décalage vers le rouge (redshift) donnent une distance de 46,273 ± 2,833 Mpc (∼151 millions d'al), ce qui est à l'intérieur des valeurs de la distance de Hubble. Notons cependant que c'est avec la valeur moyenne des mesures indépendantes, lorsqu'elles existent, que la base de données NASA/IPAC calcule le diamètre d'une galaxie et qu'en conséquence le diamètre de NGC 2424 pourrait être d'environ 61,0 kpc (∼199 000 al) si on utilisait la distance de Hubble pour le calculer.
La classe de luminosité de NGC 2424 est II et elle présente une large raie HI. Selon la base de données Simbad, NGC 2424 est une galaxie LINER, c'est-à-dire une galaxie dont le noyau présente un spectre d'émission caractérisé par de larges raies d'atomes faiblement ionisés.